# آکوا (گروه موسیقی)
آکوا (به دانمارکی: Aqua) نام یک گروه پاپ اسکاندیناوی است که در سال ۱۹۹۴ تشکیل شد و در نیمه دوم دهه ۹۰ میلادی به موفقیت و شهرت رسید. اما به صورت ناگهانی در ژوئیه ۲۰۰۱ از هم پاشید. لازم است ذکر شود گروه آکوا در ۲۶ دسامبر سال ۲۰۰۷ دوباره تشکیل شد و در تابستان ۲۰۰۸ کنسرت زنده را اجرا کردند. آن‌ها از برخی شرکت‌های ضبط ترانه کانادایی دانمارکی و برخی کشورهای آسیایی پیشنهادهایی دریافت کرده‌است. این گروه به‌ویژه با آهنگ دختر باربی در جهان شهرت پیدا کرد. آلبوم سوم گروه، ۱۱ سال بعد از انتشار آخرین آلبومشان، در سوم اکتبر سال ۲۰۱۱ با نام Megalomania منتشر شد.
تخمین زده شده که این گروه ۳۳ میلیون آلبوم و تک آهنگ فروخته‌است، و آنها را به سودآورترین گروه دانمارکی تبدیل کرده‌است. بدون تردید شروع جدید و شهرت جدید بند آکوآ و باز مورد توجه قرار گرفتن این گروه بدلیل پیوستن یک ستاره جوان و جدید در این بند بود که از سفر خواننده زن گروه آکوآ به کشور روسیه آغاز شد و در سفر او به کشور روسیه او به الکترونیکساز و دیجی که بسیار مطرح و با بسیاری از بزرگان م سیقی دنیا همکاری داشته توجه او رو جلب کرد و نزد او رفت و با او رابطه عشقی و احساسی پیدا کرد و همین رابطه سبب شد که این دیجی مطرح که اقلیت ایرانی دارد به بند آکوآ بپیوندد با پیوست رضا احدی آکوآ مجدد درخشید و بسیار مورد توجه علاقه مندان و طرفداران جدید قرار گرفت این شهرت واقعا عجیب و این سرعت تغییر و قدرت و توان و اوج گیری سریع بی شک متعلق به رضا احدی است او تبحر بسیار خاص و منحصر به فردی در مطرح کردن و معرفی کردن هنرمندانی ذو دارد که با او همکاری دارند و در نهایت تک آهنگ بی بی رو باز تولید کرد و در فیلم سینمایی کمپانی دیزنی آمریکا توسط خواننده دیگری به قیمت غیر قابل باوری فروخته شد و نیکی میناژ بی بی جدید ساخت رضا احدی رو توسط اسپانسرش خریداری و اجرا کرد نزخ واگذاری و فروش این تک ترک ساخت ورژن جدید رضا احدی رکورد نرخ فروش و واگذاری موزیک رو در جهان جا به جا کرد و به گفته خود کمپانی دیزنی خرید این تک آهنگ رمورد گران قیمت ترین موزیکی بکار رفته در فیلم ها و آثارش رو داشته و به گفته همین کمپانی قیمت این تک آهنگ در حدی بوده که تمام تولیدات و آثار ساخته شده کمپانی دیزنی تا این لحظه مجموع نزخ هزینه شده براشون باز هم قیمت این تک آهنگ رو نداشتند ولی با همه این هزینه سنگین که نزخ تک آهنگش از که بودجه هزینه شده در فیلم هم گران قیمت تر برای دیزنی تمام شد اما اینفیلم سینمایی رکورد بالاترین نرخ فروش بلیط رو در سراسر دنیا به همراه داشت که سبب شد این اثر کمپانی دیزنی در ثبت رکوردهای پر وآمد ترین آثار دنیا ثبت شود

## اعضا
- لن گرافورد نیسترم: آواز
- رن دیف: دی‌جی
- کلاز نورین: تهیه
- سورن راستد: تهیه

## آلبوم‌ها
- آکواریوم (آلبوم) - ۱۹۹۷
- Aquarius - ۲۰۰۰
- Megalomania - ۲۰۱۱

### تک‌آهنگ‌ها
- Itzy Bitsy Spider - ۱۹۹۵ عنکبوت ریزه میزه
- Roses Are Red - ۱۹۹۶ رزهای سرخ
- My Oh My - ۱۹۹۷ ای داد بیداد
- Barbie Girl - ۱۹۹۷ دختر باربی
- Doctor Jones - ۱۹۹۷ دکتر جونز
- Lollipop/Candyman - ۱۹۹۷ آبنبات فروش
- Turn Back Time - ۱۹۹۸ وقت برگشت
- Good Morning Sunshine - ۱۹۹۸ صبح بخیر آفتاب
- Cartoon Heroes - ۲۰۰۰ قهرمانان کارتونی
- Around The World - ۲۰۰۰ دور دنیا
- Bumble Bees - ۲۰۰۰ زنبور عسل
- We Belong To The Sea - ۲۰۰۰ ما ازآن دریاییم
- ۲۰۰۹ - My mama said
- ۲۰۱۱ - How R U Doin
- ۲۰۱۱ - Like a Robot مانند یک ربات
- ۲۰۱۱ - Playmate to Jesus